# Liste der Gemeindeverbände im Département Vaucluse
Das Département Vaucluse liegt in der Region Provence-Alpes-Côte d’Azur in Frankreich. Es untergliedert sich in 14 Gemeindeverbände.
Siehe auch: Liste der Gemeinden im Département Vaucluse

## Gemeindeverbände

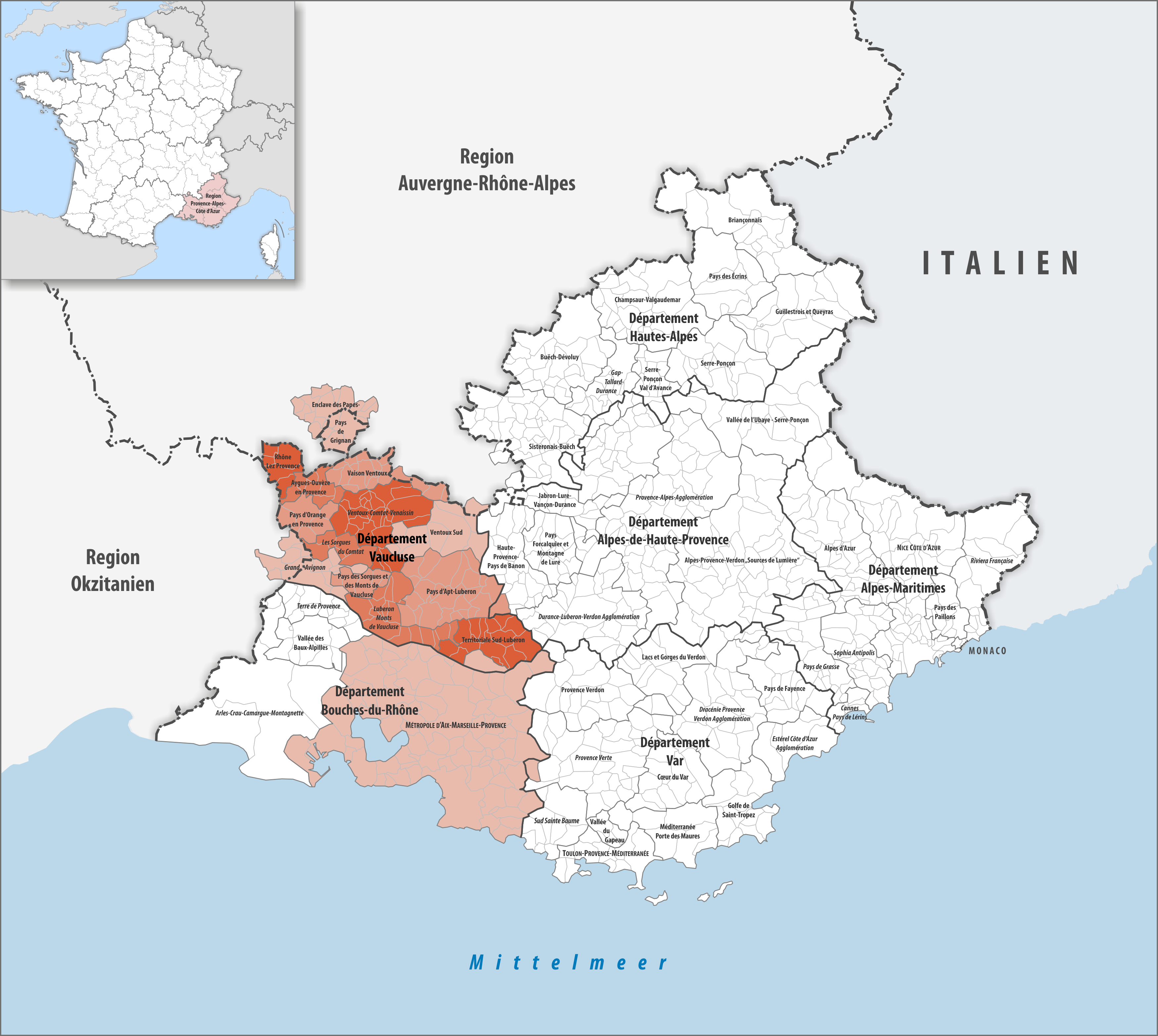
Gemeindeverbände im Département Vaucluse

| Gemeindeverband                           | Gemeinden im Départ./Verband | Einwohner 1. Januar 2022 | Fläche km² | Dichte Einw./km² | SIREN- Nummer | Rechtsform                 | Gründungsdatum     |
| ----------------------------------------- | ---------------------------- | ------------------------ | ---------- | ---------------- | ------------- | -------------------------- | ------------------ |
| Aygues-Ouvèze en Provence                 | 8/8                          | 20.252                   | 142,18     | 142              | 248 400 160   | Communauté de communes     | 31. Dezember 1992  |
| Enclave des Papes-Pays de Grignan         | 4/19                         | 22.626                   | 366,73     | 62               | 200 040 681   | Communauté de communes     | 1. Januar 2014     |
| Grand Avignon                             | 9/16                         | 198.133                  | 302,57     | 655              | 248 400 251   | Communauté d’agglomération | 22. Dezember 2000  |
| Les Sorgues du Comtat                     | 5/5                          | 51.024                   | 154,73     | 330              | 248 400 293   | Communauté d’agglomération | 24. Oktober 2001   |
| Luberon Monts de Vaucluse                 | 16/16                        | 55.163                   | 356,36     | 155              | 200 040 442   | Communauté d’agglomération | 1. Januar 2014     |
| Métropole d’Aix-Marseille-Provence        | 1/92                         | 1.922.626                | 3.149,22   | 611              | 200 054 807   | Métropole                  | 28. August 2015    |
| Pays d’Apt-Luberon                        | 24/25                        | 28.347                   | 635,65     | 45               | 200 040 624   | Communauté de communes     | 1. Januar 2014     |
| Pays d’Orange en Provence                 | 5/5                          | 45.401                   | 189,09     | 240              | 248 400 236   | Communauté de communes     | 30. Dezember 1993  |
| Pays des Sorgues et des Monts de Vaucluse | 5/5                          | 34.163                   | 121,53     | 281              | 248 400 319   | Communauté de communes     | 28. Dezember 2001  |
| Rhône Lez Provence                        | 5/5                          | 24.385                   | 150,11     | 162              | 200 000 628   | Communauté de communes     | 21. November 2005  |
| Territoriale Sud-Luberon                  | 16/16                        | 25.719                   | 364,85     | 70               | 248 400 285   | Communauté de communes     | 29. September 2000 |
| Vaison Ventoux                            | 18/19                        | 16.792                   | 273,79     | 61               | 248 400 335   | Communauté de communes     | 10. Dezember 2002  |
| Ventoux-Comtat-Venaissin                  | 25/25                        | 72.174                   | 511,55     | 141              | 248 400 053   | Communauté d’agglomération | 16. Dezember 2002  |
| Ventoux-Sud                               | 10/11                        | 9.595                    | 400,82     | 24               | 200 035 723   | Communauté de communes     | 26. Dezember 2012  |